# Henryk Górecki (chemik)
Henryk Jan Górecki (ur. 25 lutego 1946) – polski chemik technolog, profesor nauk chemicznych specjalizujący się w technologii nawozów i dodatków paszowych oraz utylizacji odpadów.

## Życiorys
Studia rozpoczął w 1964 roku na Wydziale Chemicznym Politechniki Wrocławskiej, ukończył je w 1970 roku (po rocznej przerwie spowodowanej dyscyplinarnym odbywaniem służby wojskowej za udział w demonstracjach studenckich w 1968 roku). Stopień doktora uzyskał w roku 1974 na tym samym wydziale. Tematem jego pracy doktorskiej była Bezodpadowa metoda wytwarzania kwasu fosforowego z cyrkulacją jonu siarczanowego, a promotorem Jerzy Schroeder.  Pracował nad zagadnieniami matematycznego modelowania procesów technologicznych i podstawami fizykochemicznymi przetwarzania surowców fosforowych. Współpracował w tym zakresie z Zakładami Chemicznymi Police. W 1980 roku, na podstawie pracy Bezodpadowe metody przetwarzania mineralnych surowców fosforowych, uzyskał stopień doktora habilitowanego. Tytuł profesora nauk chemicznych uzyskał 5 listopada 1990.
W latach 1982–1987 pełnił funkcję dyrektora Instytutu Technologii Nieorganicznej i Nawozów Mineralnych. W latach 1996–2002 był dziekanem Wydziału Chemicznego Politechniki Wrocławskiej. Był członkiem organów zarządzających nauką, m.in. przewodniczącym Zespołu Chemii, Technologii Chemicznej oraz Inżynierii Procesowej i Ochrony Środowiska Komitetu Badań Naukowych, członkiem Rady Nauki Ministerstwa Nauki i Szkolnictwa Wyższego. Jest członkiem Akademii Inżynierskiej w Polsce.
Żonaty z Heleną Górecką. Ojciec Katarzyny Chojnackiej, także profesor chemii.

## Odznaczenia i wyróżnienia
- 2007 – Medal Ignacego Mościckiego
- 2007 – tytuł doktora honoris causa Uniwersytetu Przyrodniczego we Wrocławiu
- 2007 – Medal im. Prof. Wojciecha Świętosławskiego[5]
- 2010 – tytuł doktora honoris causa Politechniki Krakowskiej[6]
- 2015 – Złoty Krzyż Zasługi[7]
- 2016 – Brązowy Medal Uniwersytetu Gdańskiego „Honestati Doctrinae Sapientiae”[8]